# 제네타
제네타{Genetta)는 2006년 Pawstrouk 캐터리의 Shannon Kiley에 의해 만들어진 새로운 집고양이 품종 중 하나이다. 이 고양이는 먼치킨 고양이이다. 제네타는 먼치킨, 사바나, 벵갈의 교배로 태어났다. 이 고양이는 제넷고양이를 닮기 위해 만들어진 범무늬를 가진 짧은 다리 고양이이다.

## 역사
킬리는 2006년에 이 품종을 만들기 시작했다. 그는 고군분투하여 조심스럽게 교배에 사용할 고양이 품종을 선정했다. 그리고 나서 킬리는 먼치킨, 사바나, 벵골을 교배시켰다. 2006년 12월 13일, 최초의 제네타 고양이들이 태어났다. 이 고양이는 먼치킨과 같은 숏레그와 사바나, 벵골과 같은 범무늬를 가지고 태어났다. 종종 제네타는 롱레그도 존재하는데, 이 경우에는 제네타 먼치킨으로는 불리지 않는다.

## 특징
제네타는 털이 짧은 중간 크기의 고양이이다. 주요 특징은 짧은 다리이다. 제네타는 다리가 짧지만 점프하는데 문제가 되지는 않는다. 제네타는 소파, 의자, 책상, 침대 등으로 뛰어오를 수 있다.

### 털의 무늬와 색
제네타는 검은색, 갈색, 은색 범무늬를 나타낼 수 있다. 대리석 무늬를 가진 제네타 고양이들은 검은색, 갈색, 은색, 계피 색이 가능하다. 이 외에 흰 반점 등 다른 무늬를 가진 이들은 허용되지 않는다.

### 다리 길이
보통의 제네타 먼치킨은 어깨 높이가 10.16-20.32cm 사이이다. 반면 먼치킨이 아닌 다리가 긴 제네타는 20.32-30.48cm 사이이다.

## 성격
제네타는 사랑스럽고 친절하며 활기차고 장난기가 많은 고양이이다. 또한 활동적이며 노는 것을 좋아한다. 일반적으로 집에서 종종 애완견과 싸우기도 한다.

## 같이 보기
- 먼치킨 (고양이)